# Bürokratieabbau
Bürokratieabbau ist ein Schlagwort in der Politik, Wirtschaft und Verwaltung und bezeichnet die Reduzierung der Überregulierung eines Behördenhandelns, das u. a. durch das Bürokratiemodell von Max Weber geprägt ist.
Gemeint ist der Abbau von Stellen, Verwaltungsanweisungen und Rechtsnormen, aber auch die Schaffung einer erhöhten Transparenz behördlichen Handelns, innerhalb einer rationalisierten und effizienteren Arbeitsplatzorganisation, zudem teils auch der Abbau von Hierarchien und Subventionen innerhalb der Behördenstruktur.

## Abgrenzung des Begriffs
Bürokratieabbau wird synonym mit Entbürokratisierung verwendet. Bürokratieabbau wird in der Regel allgemeiner als Deregulierung gebraucht, die sich lediglich auf den Abbau von Regeln bezieht. In der Schweiz ist meist von Bürokratiebefreiung die Rede. Die englische Entsprechung zu Bürokratieabbau lautet cutting red tape.

## Wirtschaftlicher und politischer Aspekt
Die unter dem Begriff Bürokratieabbau gefassten Vorhaben und Projekte gehen von der Annahme aus, dass Menschen in ihrer Initiative durch Gesetze und weitere Vorschriften sowie durch administrative Verfahren so eingeengt seien, dass sie ihre Freiheit nicht nutzen könnten.
Die Kosten für die Bürokratie kommen den Menschen nicht unmittelbar zugute, auch steigt mit der Bürokratie unter Umständen die Besitzstandswahrung, die Korruptionsanfälligkeit und die Bereicherung innerhalb des Systems. Dadurch werde die private und wirtschaftliche Entwicklung behindert. Der Begriff schließt aber auch Kritik an der Umsetzung dieser Vorschriften durch Beamte und Angestellte in den Verwaltungen ein.
Die meisten Bürokraten beschäftigt in Deutschland die größte Behörde die Bundesagentur für Arbeit mit 108.781 Mitarbeitern bzw. jetzt etwa 101.300 (Stand 2021) Mitarbeitern, davon etwa 5.300 Familienkasse, 39.300 Grundsicherung und 56.600 Arbeitslosenversicherung sowie Dienstleistung Grundsicherung.
Meldepflichten und Genehmigungsverfahren kosten Unternehmen einerseits Arbeitskraft und binden andererseits mögliche Investitionsmittel. Einige Großunternehmen beschäftigen Mitarbeiter, die sich nur mit diesen bürokratischen Pflichten beschäftigen. Kleinere Betriebe sind oft mit diesen Pflichten überlastet. Eine Studie des Instituts für Mittelstandsforschung ergab 2003, dass Kleinbetriebe mit weniger als zehn Mitarbeitern fast doppelt so hohe Bürokratiekosten (3.759 € pro Jahr und Mitarbeiter) hätten als Betriebe mit 20 bis 49 Mitarbeitern (1.976 €). Ziel des Bürokratieabbaus sei es daher, diese Belastungen zu reduzieren und dadurch neue Kräfte freizusetzen.
Innerhalb von Wirtschaftsunternehmen ist Bürokratieabbau ein Teil des Konzeptes „Schlanke Produktion“. Da die unternehmensinterne Bürokratie als „nicht wertschöpfender Overhead“ angesehen wird, ist es Ziel dieses Konzeptes, „organisatorische Schnittstellen“ zu verringern, „indem indirekte Tätigkeiten bzw. Funktionen in … dezentrale Einheiten integriert werden“.
Wie schon Friedrich Engels hervorgehoben hat, sind der Erlass und die Änderung oder Abschaffung administrativer Reglementierung sowie die relative Machtposition staatlicher Bürokratien keineswegs klassen- oder interesseneutral. So werden mit dem Effizienz- oder Kostenargument oft Regelungen angegriffen, die zwar der Allgemeinheit dienen, aber keine besondere, machtvolle Lobby hinter sich haben (zum Beispiel in den Bereichen Kinder-, Verbraucher- und Umweltschutz).

## Formen von Bürokratieabbau
Folgende Möglichkeiten, Bürokratie abzubauen, werden häufig genannt:
- Direkter Abbau von Stellen in Bereichen, die mit Überregulierung oder gar nur Privilegien in Verbindung gebracht werden z. B. der Bayerische Senat bis 1999
- Gesetze und Verordnungen könnten schon bei ihrer Einführung zeitlich befristet oder zumindest regelmäßig auf ihre Notwendigkeit überprüft werden (auch bekannt als Auslaufklausel bzw. „Sunset-Klausel“).
- Bearbeitungsfristen von Anträgen könnten klar definiert und möglichst eng begrenzt werden. Verwaltungen könnten durch die Nutzung des Internets und durch längere Arbeitszeiten zugänglicher werden.
- Behördliche Antragsverfahren können vereinheitlicht gestaltet werden, so dass etwa für ein Bauprojekt nur ein einheitlicher Bauantrag zu stellen ist und keine Notwendigkeit besteht, verschiedene Genehmigungen getrennt voneinander zu beantragen.
- Statistische Pflichten könnten ganz oder teilweise aufgehoben werden.
- Aufgaben könnten möglichst delegiert werden, sodass bei Entscheidungen nicht immer Vorgesetzte zu befragen wären. Miteinander konkurrierende Behörden könnten zusammengelegt oder aufgelöst werden.

## Pläne und Maßnahmen auf nationaler und internationaler Ebene

### Europäische Union
Auf EU-Ebene wird bei der Europäischen Kommission im Rahmen des Bürokratieabbaus seit 2003 ein neues Verfahren zur sog. Gesetzesfolgenabschätzung angewandt. Dabei werden Folgenabschätzungen als ex-ante Evaluation neuer EU-Regelungsvorhaben auf Grundlage der drei Dimensionen Wirtschaft, Soziales und Umwelt durchführt. Dieses Konzept ist Teil der Lissabon-Strategie. Die europäischen Staats- und Regierungschefs haben sich auf dem Frühjahrsgipfel 2007 auf den Abbau der Verwaltungslasten, die aus EU Regelungen resultieren, um 25 % bis 2012 geeinigt. Außerdem wurde ein Aktionsprogramm zur Verringerung der Verwaltungslasten beschlossen.
Die Europäische Kommission setzte sich 2023 das Ziel, die mit den Berichtspflichten verbundenen Belastungen für Unternehmen um 25 Prozent zu verringern. Die Reform des Zollkodex der Union soll den Wirtschaftsbeteiligten Kosteneinsparungen in Höhe von rund 2 Milliarden Euro einbringen. Die Überarbeitung der Vorschriften für statistische Erhebungen sollen die Kosten der Unternehmen um 450 Millionen Euro senken.
Der Nationale Normenkontrollrat Deutschlands (NKR) sprach 2023 Empfehlungen für einen wirksameren Bürokratieabbau auf EU-Ebene aus. Deutschland und Frankreich sollen darauf hinwirken, dass die im Jahr 2016 getroffene „Interinstitutionelle Vereinbarung über Bessere Rechtsetzung“ auch tatsächlich umgesetzt werde.

### Bund-Deutschland
Schon Willy Brandt sprach 1976 von den "Sorgen und Ängsten des einzelnen Menschen vor überwuchernden Bürokratien" und Helmut Kohl im Jahr 1982 von "einer Zukunftsperspektive, die frei ist von unnötigen bürokratischen Auflagen".  In den vergangenen Jahrzehnten gab es Entbürokratisierungsgutachten, Entbürokratisierungskommissionen, einen Masterplan "Bürokratieabbau" und Bürokratieentlastungsgesetze.
Bürokratieabbau wurde immer wieder auch in deutschen Parlamenten gefordert. Unabhängig von der parteipolitischen Ausrichtung der Regierungen konnte diese Forderung nur in Einzelfällen umgesetzt werden. Die Debatte hat in Deutschland und der EU durch die Anwendung des Standardkostenmodells neuen Schwung erhalten. Einen wesentlichen Anstoß erhielt die Debatte um den Bürokratieabbau 1997 durch die Ruck-Rede des damaligen Bundespräsidenten Roman Herzog, der die „Regulierungswut“ in Deutschland anprangerte.
In Reaktion auf die nach den Terroranschlägen vom 11. September eilig und relativ zahlreich erlassenen Gesetze und Gesetzesänderungen stellten die Datenschutzbeauftragten fest, dass gerade bei Gesetzen, deren Zweckmäßigkeit nicht vorher abgeschätzt werden könne eine zeitliche Befristung oder zumindest eine Evaluationspflicht bestehen müsste. Dem kam der Gesetzgeber zum Teil nach.
Das Programm Agenda 2010 der Bundesregierung beinhaltet die Entlastung von Mittelstand und Wirtschaft durch den „Abbau bürokratischer Hemmnisse“. Im Jahr 2003 rief die damalige Bundesregierung das Projekt Innovationsregionen für Wirtschaftswachstum und Beschäftigung durch Deregulierung und Entbürokratisierung ins Leben. In ausgewählten Regionen (Bremen, Ostwestfalen-Lippe, Westmecklenburg) sollten Vorschläge zum Bürokratieabbau gesammelt werden. Infolge dieser Aktion wurden ungefähr eintausend Vorschläge zur Beseitigung solcher Vorschriften gemacht. Einige dieser Vorschläge flossen in das Gesetz zur Umsetzung von Vorschlägen zu Bürokratieabbau und Deregulierung aus den Regionen ein. Zwei Beispiele sollen den Charakter dieses Gesetzes illustrieren: Jugendliche können nun unter bestimmten Bedingungen schon ab 5 Uhr und bis 23 Uhr arbeiten. Hotelbetriebe müssen die Zimmerbelegung nicht mehr nachweisen.
Das Bundesministerium für Familie, Senioren, Frauen und Jugend legte am 13. Juli 2005 Zehn Eckpunkte zur Entbürokratisierung im Heimrecht vor. Diese waren zuvor von einem Runden Tisch, der mit Pflegeexperten besetzt war, erarbeitet worden und sehen unter anderem vor, dass Dokumentationspflichten in der Altenpflege entfallen sollen. Dadurch sollte das Entstehen neuer Wohn- und Betreuungsformen gefördert werden.
Im Koalitionsvertrag von 2005 wurde das Programm Bürokratieabbau und Bessere Rechtsetzung festgeschrieben. Am 25. April 2006 beschloss dann das Bundeskabinett fünf Maßnahmen zum Bürokratieabbau. Mit Hilfe des Standardkostenmodells sollen die konkreten Kosten von Bürokratie durch den Nationalen Normenkontrollrat (NKR) gemessen werden. Dieser soll auch Maßnahmen zum Bürokratieabbau vorschlagen. Beim Bundeskanzleramt wurde eine Geschäftsstelle Bürokratieabbau eingerichtet. Seit der 20. Legislaturperiode befindet sich die Geschäftsstelle des NKR im Bundesministerium für Justiz.
Der ehemalige Bahn-Chef Johannes Ludewig, 2006 erster Vorsitzender des neu gegründeten Nationalen Normenkontrollrats (NKR) resümierte nach Ablauf seiner Amtszeit, dass die Waffenschmidt-Kommission daran gescheitert sei, die Gesamtkosten für die Vielzahl der Bürokratieprobleme und Verbesserungsvorschläge abzuschätzen. Als Erfolg sah er allerdings, dass der 2006 von der Bundesregierung beschlossene Bürokratieabbauziel von 12,5 Milliarden Euro bis 2011 erreicht worden sei.
Werner Jann, Verwaltungswissenschaftler der Universität Potsdam, schrieb zum Koalitionsvertrag der Ampelregierung 2021: „Dort ist 14-mal vom Entbürokratisieren die Rede. Da steht aber auch 291-mal das Wort Schutz. Artenschutz, Klimaschutz, Katastrophenschutz, Rechtsschutz, Investitionsschutz, Datenschutz. Wenn man also über Bürokratieabbau diskutieren will, muss man auch über diese sogenannten Schutzgüter sprechen.“

### Länder-Deutschland

#### Brandenburg
Der brandenburgische Landtag hatte von 2005 bis 2007 als erstes Länderparlament einen Sonderausschuss zur Überprüfung von Normen und Standards eingerichtet. Ein erstes Bürokratieabbaugesetz wurde im Juni 2006 im Landtag verabschiedet und beinhaltet neben einzelnen Erleichterung insbesondere eine Standardöffnungsklausel, welche es den Kommunen auf Antrag ermöglicht, für einen begrenzten Zeitraum von landesrechtlichen Vorgaben abzuweichen und alternative oder selbständige Lösungen zu erproben. Ein weiteres Bürokratieabbaugesetz kam nicht zustande, obwohl dies zunächst politisch angekündigt worden war.
Seit Beginn der 5. Legislaturperiode im November 2009 ist die Zuständigkeit für den Bürokratieabbau von der Staatskanzlei des Landes Brandenburg auf das Ministerium des Innern übergegangen. Dieser Wechsel ging mit einem Bedeutungsverlust einher. Andere Themen der Verwaltungsreform (insbesondere eine umfassende Strukturreform) rückten in den Mittelpunkt der politischen Aufmerksamkeit.

#### Nordrhein-Westfalen
In Ostwestfalen-Lippe wurde die erste deutsche Pilotmessung nach dem niederländischen Standardkostenmodell durchgeführt, mit dessen Hilfe man Bürokratiekosten konkret ermitteln kann.

#### Saarland
Im Jahr 1999 hat die Landesregierung des Saarlands eine „Verfallsautomatik“ für Verwaltungsvorschriften eingeführt. Vorschriften müssen seither ausdrücklich verlängert werden, um in Kraft bleiben zu können. Mit dieser Maßnahme wurden bis 2005 68 % dieser Vorschriften abgeschafft.

#### Sachsen
In Sachsen hat das Justizministerium im Februar 2003 einen „Paragraphen-Pranger“ eingerichtet, bei dem Bürger sich über Rechtsvorschriften beschweren können. Im August 2005 erließ die Staatsregierung eine Verwaltungsvorschrift, mit der Beamte aufgefordert werden schriftlich Vorschläge zum Bürokratieabbau in der Verwaltung zu machen.

## Problematik
- Kritiker warnen vor dem populistischen Gebrauch des Begriffs „Bürokratieabbau“. Dagegen steht die grundsätzliche Notwendigkeit von Bürokratie für den modernen Staat. Bei einer Anhörung des Innenausschusses des Deutschen Bundestages erklärte Rechtsanwalt Ortlieb Fiedler 2004: „Der Verzicht des Rechtsstaates auf den Erlass von Gesetzen wäre gleichbedeutend mit dem Verzicht, auf bestimmten Gebieten Politik zu machen und diese umzusetzen.“
- Im Rahmen der Diskussionen um den Bürokratieabbau fällt auch oft der Begriff des Bürokratiemonsters. Hierzu entstand 2025 die Initiative zu den Bürokratiemonstern, die den Begriff satirisch aufgreift. Aus Sicht der Initiative werden die Bürokratiemonster populistisch gebrauft, um pauschal Stimmung gegen gesetzliche Vorschriften zu machen, die bestimmten Interessensgruppen zuwider sind.
- Regierungen versuchen Bürokratieabbau durch Bildung von Kommissionen zu erreichen. Diese Kommissionen sollen staatliche Regelungen auf deren Berechtigung überprüfen und Vorschläge zur sinnvollen Streichung von Regelungen erarbeiten. Dabei besteht die Gefahr, dass durch neue Kommissionen erst recht eine Ausweitung der Bürokratie bewirkt wird.
- Finanzielle Aspekte thematisierte im Mai 2005 die damalige Vorsitzende der CDU/CSU-Bundestagsfraktion und Oppositionsführerin Angela Merkel. Sie kündigte an, im Falle der Regierungsübernahme sich vor allem auf Dinge zu konzentrieren, die „kein Geld kosten“. Unter anderem nannte sie in diesem Zusammenhang den Bürokratieabbau.[8] Dabei stellt sich die Frage, ob die Abschaffung von staatlichen Vorschriften und die Verkürzung von Bearbeitungszeiten ohne – zumindest kurzfristig – höhere Personalkosten zu erreichen sind.
- Nach Meinung des Politikwissenschaftlers Elmar Altvater ist das Funktionieren der Demokratie durch kürzere Planungszeiten infolge Bürokratieabbaus gefährdet. Alle Beschleunigungsversuche seien „Maßnahmen, mit denen die Beteiligung von Bürgern eingeschränkt wird.“ In der Folge würden sich „Sachzwänge hart durchsetzen.“ Als Beispiel nannte Altvater das Verkehrswege-Beschleunigungsgesetz.
- In nachgeordneten Verwaltungen kann Bürokratie teilweise deshalb nicht abgebaut werden, weil diese an übergeordnetes Recht (Bundesrecht, Europarecht) gebunden sind.
- Das Personal, das in staatlichen Behörden bürokratische Maßnahmen verantwortet, muss einerseits bestehende Gesetze aufgrund der Dienstpflichten anwenden, wird aber gerade wegen dieser Anwendung kritisiert.
- Einzelpersonen und Interessensgruppen versuchen Bürokratieabbau zu verhindern, sobald ihre Interessen direkt gefährdet werden. Der damalige Bundesminister für Wirtschaft und Arbeit Wolfgang Clement stellte 2004 dazu fest: „Wenn es ernst wird, wird es eng, werden Schutzinteressen eisern verteidigt.“